# World Music Awards
Die World Music Awards werden jährlich an Musiker aus verschiedenen Musikkategorien verliehen, die die höchsten Plattenverkäufe weltweit für sich verbuchen können.

## Geschichte
Die Veranstaltung wurde 1989 in Monte Carlo ins Leben gerufen und von Albert von Monaco gesponsert. Sie fand dort bis 2003 statt und wurde live in die U.S.A. übertragen. Daher verlegte man sie aus Rücksicht auf die US-Hauptsendezeit in die USA, wo sie 2004 in Las Vegas und 2005 in Los Angeles stattfand. Die World Music Awards im November 2006 fanden in London statt, um danach wieder nach Monte Carlo zurückzukehren. Im Jahre 2010 wurde hier die Veranstaltung abgehalten.
John Martinotti und Melissa Corken waren die Executive Producers und Gründer der Awards. Mark Young (Agent von Jennifer Lopez und anderen Topstars) war Talent Producer und Claudia Lang betreute die PR. Der internationale Geschäftsmann Jack Z. Sherman war 2009/2010 der Botschafter (Ambassador) der „World Music Awards“ und verhandelte auf Regierungsebene mit Katar, Brasilien und China als mögliche zukünftige Veranstaltungsorte.
Zurzeit wird der Markenname „World Music Awards“ auf Twitter und Facebook als Plattform für Nachrichten aus der Musikbranche benutzt, die gut frequentiert wird. Dies lässt darauf schließen, dass es nach der Pause vielleicht doch wieder eine neue Ausgabe der Awards geben wird.

## Wohltätigkeit
Ziel war es auch, die Awards mit einem wohltätigen Zweck zu verbinden. Die Einnahmen aus Sponsoring und Fernsehgeldern flossen alljährlich in die Monaco Aide & Presence Foundation unter dem ehrenamtlichen Vorsitz von Fürst Albert II und wurde auch von der monegassischen Regierung finanziell unterstützt.
Seit Beginn der wohltätigen Unterstützung konnten die World Music Awards mit Hilfe der Monaco Aide & Presence Foundation mehrere Schulen, Krankenhäuser und Waisenhäuser bauen. 2006 sollen ein Krankenhaus und ein Waisenhaus in Kamerun gebaut werden.

## Die Awards
Für die Awards ermitteln die einzelnen nationalen Phonoverbände die aktuellen Verkaufszahlen und melden diese an die Zentrale der International Federation of the Phonographic Industry (IFPI) in London. Diese entscheidet daraufhin, wer die begehrten Preise erhält.
Ausgezeichnet werden männliche, weibliche Interpreten und Bands, die im Laufe des Jahres weltweit am meisten Umsätze machten.
Daneben gibt es auch noch Auszeichnungen für national erfolgreichsten Künstler in verschiedenen Ländern mit einem großen Musikmarkt.
2009, 2011, 2012, 2013, 2015, 2016, 2017, 2018, 2019 und 2020 fand keine Verleihung statt.

### Preisträger 2014
- One Direction (Worlds Best-selling Recording Act)
- Miley Cyrus (Weltbeste Künstlerin)
- Han Geng (Weltbester männlicher Künstler)
- One Direction (Weltweit erfolgreichste Band)
- Eminem (Weltweit erfolgreichster Künstler)
- One Direction (Weltbeste Pop-Band)
- Justin Bieber (Weltbester Pop-Künstler)
- Justin Timberlake (Weltbester männlicher Pop-Rock-Künstler)
- Miley Cyrus (Weltbeste Pop-Rock-Künstlerin)
- Imagine Dragons (Weltbeste Rockband)
- Beyonce (Weltbeste R&B-Künstlerin)
- Eminem (Weltbeste Hip-Hop-Künstler)
- Lorde (Weltweit erfolgreichste Alternative-Künstlerin)
- Fall Out Boy (Weltbeste Alternative-Band)
- Daft Punk (Weltbeste EDM-Band)
- Avicii (Weltbester EDM-Künstler)
- Lorde (Weltbeste Newcomerin)
- Miley Cyrus (Weltbestes Musikvideo)
- Britney Spears (Weltbeste Fanbase)

National Best-Selling Artists (Beste Nationale Künstler)
- Khaled (Bester Künstler Algeriens)
- Eminem (Bester Künstler der USA)
- Lorde (Beste Künstlerin des Südwestpazifiks (Australasian))
- Emin (Bester Künstler Aserbaidschans)
- Stromae (Bester Künstler der Benelux-Staaten)
- Michael Buble (Bester Künstler Kanadas)
- Chris Lee (Bester Künstler Chinas)
- One Direction (Beste Künstler Großbritanniens)
- Amr Diab (Bester Künstler Ägyptens)
- Daft Punk (Bester Künstler Frankreichs)
- Helene Fischer (Beste Künstlerin Deutschlands)
- Anggun (Beste Künstlerin Indonesiens)
- Laura Pausini (Beste Künstlerin Italiens)
- Nancy Ajram (Beste Künstlerin Libanons)
- EXO (Bester Künstler Koreas)
- Shakira (Beste Künstlerin Lateinamerikas)
- AKB48 (Beste Künstler Japans)
- Samira Said (Beste Künstlerin Marokkos)
- Sara Geronimo (Beste Künstlerin der Philippinen)
- Tony Carreira (Bester Künstler portugiesischer Länder)
- Grigory Leps (Bester Künstler Russlands)
- Avicii (Bester Künstler Skandinaviens)
- David Bisbal (Bester Künstler Spaniens)
- My Tam (Beste Künstlerin Vietnams)

Legend Awards
- Sakis (Greek Legend)
- Ricky Martin (Latin Legend)
- Flo Rida (Outstanding Contribution to Dance Music)
- Mariah Carey (Icon Award)
- Mariah Carey (Best selling singles Artist in America of All Time)

### Preisträger 2010
- Poker Face von Lady Gaga (Weltbeste Single)
- The Fame von Lady Gaga (Weltbestes Album)
- Lady Gaga (Weltbeste Pop-Rock-Künstlerin, weltbeste Newcomerin)
- U2 (Weltbeste Rockband)
- The Black Eyed Peas (Weltbeste R&B-Künstler)
- The Black Eyed Peas (Weltbeste Hip-Hop-Künstler)
- Andrea Bocelli (Weltbester Klassik-Künstler)
- David Guetta (Weltbester DJ, weltbester Produzent)
- Tokio Hotel (Beste World Stage Performance)

- Akon (Bester Künstler Afrikas)
- Lady Gaga (Beste Künstlerin der USA)
- Namie Amuro (Beste Künstlerin Asiens)
- Empire of the Sun (Beste Künstler Australiens)
- Michael Bublé (Bester Künstler Kanadas)
- David Guetta (Bester Künstler Frankreichs)
- Rammstein (Beste Künstler Deutschlands)
- Susan Boyle (Beste Künstlerin des Vereinigten Königreiches)
- U2 (Beste Künstler Irlands)
- Tiziano Ferro (Bester Künstler Italiens)
- Shakira (Beste Künstlerin Lateinamerikas)
- Elissa (Beste Künstlerin des Nahen Ostens)
- a-ha (Bester Künstler Skandinaviens)
- Mónica Naranjo (Beste Künstlerin Spaniens)

### Preisträger 2008
- Leona Lewis (Weltbeste Pop-Künstlerin, weltbeste Newcomerin)
- Kid Rock (Weltbester männlicher Pop-Künstler, weltbester männlicher Pop-Rock-Künstler)
- Amy Winehouse (Weltbeste Pop-Rock-Künstlerin)
- Coldplay (Weltbeste Rockband)
- Alicia Keys (Weltbeste R&B-Künstlerin)
- Lil Wayne (Weltbester Hip-Hop- bzw. Rap-Künstler)
- Laurent Wolf (Weltbester DJ)

- Akon (Bester Künstler Afrikas)
- Madonna (Beste Künstlerin der USA)
- Delta Goodrem (Beste Künstlerin Australiens)
- Kate Ryan (Beste Künstlerin der Beneluxländer)
- Céline Dion (Beste Künstlerin Kanadas)
- Jay Chou (Bester Künstler Chinas)
- Christophe Maé (Bester Künstler Frankreichs)
- Die Ärzte (Beste Künstler Deutschlands)
- Coldplay (Beste Künstler des Vereinigten Königreiches)
- The Script (Beste Künstler Irlands)
- Jovanotti (Bester Künstler Italiens)
- Exile (Beste Künstler Japans)
- Nancy Ajram (Beste Künstlerin des Nahen Ostens)
- Madcon (Beste Künstler Norwegens)
- Enrique Iglesias (Bester Künstler Spaniens)
- Basshunter (Bester Künstler Schwedens)

### Preisträger 2007
- Mika (Weltbester Newcomer, weltbester männlicher Pop-Rock-Künstler, weltbester männlicher Entertainer)
- Avril Lavigne (Weltbeste Pop-Rock-Künstlerin)
- 50 Cent (Weltbester Rap- bzw. Hip-Hop-Künstler)
- Linkin Park (Weltbeste Rockband)
- Akon (Weltbester R&B-Künstler, meiste Musikverkäufe über das Internet)
- Rihanna (Weltbeste Pop-Künstlerin)
- Maná (Weltbeste Künstler der lateinamerikanischen Musik)
- David Guetta (Weltbester DJ)
- Rihanna (Weltbeste weibliche Entertainerin)

- Akon (Bester Künstler Afrikas)
- Justin Timberlake (Bester Künstler der USA)
- Silverchair (Beste Künstler Australiens)
- Mika (Bester Künstler des Vereinigten Königreiches)
- Avril Lavigne (Bester Künstler Kanadas)
- Jay Chou (Bester Künstler Chinas)
- Within Temptation (Beste Künstler der Niederlande)
- Christophe Willem (Bester Künstler Frankreichs)
- Cascada (Beste Künstler Deutschlands)
- U2 (Beste Künstler Irlands)
- Laura Pausini (Beste Künstlerin Italiens)
- Amr Diab (Bester Künstler des Nahen Ostens)
- Serebro (Beste Künstler Russlands)
- Miguel Bosé (Bester Künstler Spaniens)
- Nightwish (Beste Künstler Skandinaviens)

### Preisträger 2006
- Madonna (Weltbeste Pop-Künstlerin)
- Nelly Furtado (Weltbeste Pop-Rock-Künstlerin)
- Nickelback (Weltbeste Rockband)
- Beyoncé (Weltbeste R&B-Künstlerin)
- Kanye West (Weltbester Hip-Hop-Künstler)
- Shakira (Weltbeste Künstlerin der lateinamerikanischen Musik)
- Bob Sinclar (Weltbester DJ)
- James Blunt (Weltbester Newcomer)

- Madonna (Beste Künstlerin der USA)
- James Blunt (Bester Künstler des Vereinigten Königreiches)
- Xavier Naidoo (Bester Künstler Deutschlands)
- Keith Urban (Bester Künstler Australiens)
- Dima Bilan (Bester Künstler Russlands)
- Nickelback (Beste Künstler Kanadas)
- Enya (Beste Künstlerin Irlands)
- Jay Chou (Bester Künstler Chinas)
- Elissa (Beste Künstlerin des Nahen Ostens)
- Andrea Bocelli (Bester Künstler Italiens)
- Raphaël (Bester Künstler Frankreichs)

## Legend Award
Als Sonderauszeichnung wird ein Legend Award an einen international bekannten Musiker (oder auch Produzenten) verliehen, der mit seinem Lebenswerk die Musikindustrie stark beeinflusst hat. Dieser Sonderpreis wurde seit 1989 alle zwei Jahre verliehen und ab 1995 jedes Jahr (mit Ausnahme von 2001 und 2006).
- 1989 – Barry White
- 1991 – Elton John
- 1993 – Tina Turner
- 1994 – Prince
- 1995 – Stevie Wonder
- 1996 – Diana Ross
- 1997 – Bee Gees
- 1998 – Mariah Carey
- 1999 – Cher
- 2000 – Michael Jackson
- 2002 – Gloria Gaynor
- 2003 – George Benson
- 2004 – Clive Davis
- 2005 – Carlos Santana
- 2007 – Patti LaBelle, Céline Dion
- 2008 – L.A. Reid
- 2010 – Scorpions, Jennifer Lopez

## Chopard Diamond Award
Ein weiterer Sonderpreis der World Music Awards ist der Chopard Diamond Award, auch kurz Diamond Award genannt, der seit 2001 in unregelmäßigen Abständen verliehen wird. Bedingung für eine Nominierung ist der Verkauf von mindestens 100 Millionen Alben. Bisher wurde nur sechs Künstlern dieser Preis verliehen.
- 2001 – Rod Stewart
- 2003 – Mariah Carey
- 2004 – Céline Dion
- 2005 – Bon Jovi
- 2006 – Michael Jackson
- 2008 – The Beatles (von Ringo Starr entgegengenommen)
- 2013 – Justin Bieber

## Deutsche Preisträger
Es existiert auch die Kategorie „Bester Künstler Deutschlands“ bei den World Music Awards. Der Gewinner ist der deutsche Künstler, der im jeweiligen Jahr die meisten Tonträger verkauft hat.
- 1990 – Sandra
- 1992 – Scorpions
- 1994 – Scorpions
- 1996 – Real McCoy
- 1997 – Die Toten Hosen
- 1998 – Modern Talking
- 2001 – Peter Maffay
- 2002 – No Angels
- 2003 – Herbert Grönemeyer
- 2004 – Sarah Connor
- 2005 – Rammstein
- 2006 – Xavier Naidoo
- 2007 – Cascada
- 2008 – Die Ärzte
- 2010 – Rammstein
- 2014 – Helene Fischer
- 2014 – The BossHoss

## Österreichische Preisträger
- 1991 – Erste Allgemeine Verunsicherung
- 1991 – Jazz Gitti